# Берёзовый дол (приток Терешки)
Берёзовый дол — овраг с сезонным водотоком в Хвалынском районе Саратовской области России. Левый приток Терешки.

## География
Берёзовый дол берёт начало около остановочного пункта 48 км. Течёт на юго-запад по открытой местности (в районе истока — по границе Саратовской и Ульяновской областей). Устье водотока находится в 199 км по левому берегу реки Терешка, северо-западнее посёлка Возрождение. Длина водотока составляет 11 км, площадь водосборного бассейна — 23,8 км².

## Данные водного реестра
По данным государственного водного реестра России относится к Нижневолжскому бассейновому округу, водохозяйственный участок реки — Терешка от истока и до устья, речной подбассейн реки — подбассейн отсутствует. Речной бассейн реки — Волга от верховий Куйбышевского вдхр. до впадения в Каспий.
Код объекта в государственном водном реестре — 11010001912112100010356.